# Societat Econòmica Mallorquina d'Amics del País
La Societat Econòmica Mallorquina d'Amics del País (SEMAP) va ser una institució cultural i econòmica creada a Palma el setembre de 1778, per recomanació del rei Carles III. Va sorgir en el context de l'anomenat reformisme borbònic i fou impulsada per les autoritats de Mallorca, sobretot per la Reial Audiència.

## Objectius i composició
Va estar integrada per nobles, militars, alts funcionaris, clergues i professionals liberals. El seu objectiu era promoure l'agricultura, la indústria i el comerç. Segons els seus estatuts (1778), tenia un director -que presidia les juntes-, un zelador -encarregat de vetlar per l'observança dels estatuts-, un secretari de correspondència, un secretari d'actes, un comptador i un tresorer.

## Els projectes reformistes (1778-1808)
Fins a la Guerra del Francès la SEMAP va ser l'associació mallorquina més dinàmica. En el camp de la indústria creà una escola per ensenyar a filar (1781), estudià la possible creació de fàbriques de flassades i de formatge (1782), introduí noves màquines per filar i teixir (1785), protegí la creació de fàbriques de vidre i la indústria del moble (1785). Devers 1791 va rebre l'encàrrec de reformar les ordenances gremials. Amb aquesta finalitat va dur a termes diverses enquestes sobre el nombre de gremis, treballadors i fàbriques existents i sobre la seva situació econòmica. Però la reforma de les ordenances mai no es va arribar a dur a terme.
El 1798 estudià la possibilitat de crear una fàbrica de terrissa fina i establí diversos premis per millorar aquesta indústria. El 1800 intentà crear una fàbrica de perfums a Sóller. En el camp agrari va fer estudis per fomentar el conreu de la figuera, del lli i del cànem (1782). Introduí elements mecànics; creà vivers d'ametlers; atorgà premis als pagesos que introduïssin a les seves terres el conreu de l'anís, anyil i altres plantes exòtiques; repartí gra i fomentà l'arbrat (1784). Impulsà el conreu del cotó, estudià la dessecació del Prat de Sant Jordi (1785) afavorí la plantació de vinya (1798) i del blat de les índies (1801) i projectà una escola d'agricultura.
En el camp dels intercanvis comercials, el 1781, obtengué autorització per exportar seda al continent sense pagar cap dret. El 1783 elaborà un projecte per comerciar amb el País Basc. L'any següent sol·licità crear la Companyia Mallorquina de Comerç per mercadejar amb Amèrica, el llevant Mediterrani i el nord d'Europa. El projecte, però, no es va dur a terme per manca del capital necessari. El 1785 es demanà autorització perquè un vaixell comercialitzàs directament amb el port de Caracas.

## Impuls a l'ensenyament i a la castellanització
En el camp de l'ensenyament, devers 1779, creà dues escoles de primeres lletres a Palma. El 1800 en posà en marxa una tercera. La voluntat de la SEMAP, en funció de l'ideal modernitzador i l'acompliment de la voluntat borbònica, era de castellanitzar el país. Per això l'ensenyament havia de ser en espanyol i es feren gestions (1802) per fer venir a Mallorca dos mestres titulats pel Suprem Consell de Castella. Edità unes beceroles per a l'ensenyament en aquesta llengua. També projectà, en dues ocasions (1797 i 1835), la redacció d'un diccionari català-castellà i d'una gramàtica castellana per estendre l'ús d'aquesta llengua, forastera aleshores per complet en l'ús habitual a l'illa. El 1835 especificà que aquestes obres (diccionari i gramàtica) havien de servir per fer desaparèixer el català de Mallorca, si més no entre la gent culta.
La SEMAP no tengué èxit en els seus intents de crear un Seminari de Nobles. La formació dels artesans va ser atesa, des del desembre de 1778, per una Escola de Dibuix, que incorporà sales d'escultura (1796) i arquitectura (1797), i per una Escola de Matemàtiques (1779). Aquestes escoles formaren l'Acadèmia de Nobles Arts, que deixà de funcionar el 1808.
El 1801 creà una Acadèmia d'Economia Política, que es dotà d'uns estatuts, adquirí bibliografia sobre qüestions econòmiques i organitzà sessions d'estudis a partir del llibre d'Antonio Genovesi Lecciones de Economía Civil. Les seves escoles patiren greus dificultats per manca de diners i de professors i, sobretot les de primeres lletres, foren criticades per la baixa qualitat del seu ensenyament.
Redactà estudis sobre les mines de carbó mallorquines, prengué mesures per evitar l'extensió d'una epidèmia de pigota (1784) i elaborà estudis per fomentar la pesca i la ramaderia. El 1788 obtengué permís de Carles IV per a la creació d'una Acadèmia Mèdico-Pràctica de Mallorca i, el 1800, amb altres institucions, obtengué la fundació del Consolat de Mar i Terra. A partir de 1782 i fins a 1863, convocà uns premis d'agricultura, arts i comerç que generaren un conjunt de memòries i estudis. En aquesta època publicà el Semanario Económico que fou el primer periòdic mallorquí i una Guia de Forasteros (1787-1863).

## Les persones de la SEMAP
A les seves juntes hi predominaren els representants de la noblesa mallorquina. En foren directors Llorenç Despuig, Antoni Maria Dameto, marquès de Bellpuig i Jaume Ballester de Togores, comte d'Aiamans. Altres impulsors destacats foren Bernat Contestí, marquès de la Fontsanta, Tomàs de Verí i Joan Peretó de Vidal.

## La implantació del reformisme (1808-1835)
La Guerra del Francès (1808-1814) afectà molt aquesta societat i les seves activitats minvaren de manera considerable. El 1812 establí cuines econòmiques per mitigar els efectes de la misèria que patia Mallorca. Aquell mateix any les autoritats confiscaren provisionalment els seus locals per atendre necessitats militars. El 1828 les tres escoles de primeres lletres es fusionaren en una. El 1829, treballava, d'acord amb l'Ajuntament de Palma, en la redacció d'unes noves ordenances per al càrrec de mostassaf. El 1835 continuava mantenint l'Escola de Dibuix amb rendes del Bisbat de Mallorca. Aquell mateix any elaborà un pla d'estudis per estendre l'ensenyament públic per tot Mallorca i elaborà un inventari dels convents suprimits.
En aquells anys en foren directors, entre d'altres, Josep de Togores i Sanglada, comte d'Aiamans i Ramon Despuig Safortesa, comte de Montenegro.

## Pèrdua progressiva de protagonisme (1836-1941)
El 1836 el govern limità les seves atribucions. Aquell mateix anys les escoles de primeres lletres passaren a l'Ajuntament i, a partir de llavors, les seves activitats foren reduïdes. Impulsà la creació d'una junta per a la construcció de camins (1836), defensà el patrimoni artístic amb motiu de la desamortització (1836) i fomentà el conreu de la vinya (1842 i 1851). El 1847 aprovà uns nous estatuts.
Durant la segona meitat del segle xix promogué la construcció del ferrocarril (1859-1862), treballà per introduir el conreu del cotó (1863-1864) i redactà informes sobre el dret foral mallorquí (1890 i 1891). En els anys noranta havia decaigut tant que els socis gairebé no es reunien. En el decenni de 1910 es revitalitzà una mica. Fomentà l'assistència a l'Exposició de Turisme de Londres (1913) i va fer estudis per solucionar la crisi de treball que patia Palma (1915), elaborà treballs sobre el dret foral (1916), contribuí a l'esforç perquè el port de Palma fos declarat zona franca (1918) i va fer gestions per impedir que el Museu de Raixa sortís de Mallorca. A partir de 1922 quasi cessaren del tot les seves activitats. El desembre de 1936 se'n renovà la junta directiva, però la decadència continuà i el 1948 es canvià per darrera vegada la junta. Gaspar Reynés ocupà el càrrec de director fins als anys setanta. L'arxiu de l'entitat es troba dipositat a l'Arxiu del Regne de Mallorca.